# Mées
Mées település Franciaországban, Landes megyében. Lakosainak száma 1970 fő (2022. január 1.). Mées Angoumé, Dax, Magescq, Rivière-Saas-et-Gourby, Saint-Paul-lès-Dax és Tercis-les-Bains községekkel határos.

## Népesség
A település népességének változása:
| Lakosok száma | 974  | 1009 | 1311 | 1612 | 1752 | 1766 | 1805 | 1820 | 1841 | 1970 |
|               | 1968 | 1982 | 1990 | 2006 | 2013 | 2015 | 2017 | 2019 | 2020 | 2022 |